# Rendez-Vous (groupe)
Rendez-Vous est un groupe de post-punk français, originaire de Paris.

## Biographie
Le groupe est formé en 2012 par Francis Mallari (chant, basse) et Elliot Berthault (chant, claviers, percussions), rejoints la même année par Maxime Gendre (claviers, percussions) et Simon Dubourg (guitare). Guillaume Rottier (batterie) intègre la formation en 2018 .
Rendez-Vous publie un premier EP homonyme fin 2014 sur le label Zappruder Records. Le disque est repéré par la presse spécialisée,,. Le groupe commence ses premiers concerts et enchaîne sur une mini tournée européenne lors de l'été 2015 . 
Le 28 avril 2016, Rendez-Vous publie un deuxième EP, Distance, sur le label italien AVANT! Records (Lust for Youth, Black Bug…) rencontrant un réel succès d'estime notamment grâce à son single éponyme,,,,. Les Inrockuptibles intègrent le titre dans leur playlist des 100 chansons de l'année. Le groupe effectue sa release party aux Bains Douches avec une grande attente, le nombre de personnes présents devant la salle étant deux à trois fois supérieure à la capacité du lieu.
Le quatuor est alors invité à se produire sur des festivals tels que Rock en Seine, Dour , La Route du Rock, le Printemps de Bourges et enchaîne les concerts en France et en Europe ,.
Le 20 juin 2018, Rendez-Vous dévoile le morceau Double Zero et annonce la sortie de son premier album pour le mois d'octobre.  
Superior State, titre du premier album de Rendez-Vous est présenté le 14 septembre 2018 et la date de sortie officialisée au 26 octobre 2018. Le groupe démarre une tournée européenne avec notamment des dates en Angleterre, en Ukraine et en Russie.
Le 24 octobre 2018, soit deux jours avant la sortie officielle de Superior State, le groupe dévoile un troisième extrait de l'album avec le clip de Sentimental Animal. Filmé en plan-séquence dans un hangar, Sentimental Animal est le premier clip où les membres du groupe apparaissent à l'image. 
L'album est publié le 26 octobre 2018 sur le label créé par le groupe, Artefact, en coproduction avec le label parisien CryBaby. TimeOut parle d'un album à « l'allure de chef-d'œuvre post punk apocalyptique 2.0 ». 
Superior State est classé numéro 1 dans la liste des meilleurs albums de 2018 selon le site Post-Punk.com. Les Inrockuptibles classent le single éponyme en 3e place de leur "TOP 20 Chansons" de 2018, derrière Connan Mockasin et les Arctic Monkeys. Rendez-Vous est le premier groupe français de ce classement devant Aya Nakamura (5e). 
Le groupe entame une tournée marathon à travers le monde (Expanding Corruption Tour), avec des dates prévues jusqu'à fin 2019. En France, A NOUS Paris intègre le concert du 5 avril 2019 à la Gaîté Lyrique dans ses 10 concerts les plus attendus de l'année.
Le 29 janvier 2020, Rendez-Vous achève la tournée Expanding Corruption à la Cigale de Paris, après plus de 100 concerts et 14 pays visités. À cette occasion, un vinyle présentant un nouveau single, Irina, est proposé à la vente en avant-première précédant une mise en ligne en mars 2020.